# رود سميث
رود سميث (بالإنجليزية: Rod Smith)‏ هو سياسي أمريكي، ولد في 15 نوفمبر 1949 في الولايات المتحدة. حزبياً، نشط في الحزب الديمقراطي. وقد انتخب عضو مجلس ولاية فلوريدا.